# برايان والش (محامي)
برايان والش (بالإنجليزية: Brian Walsh)‏ هو قاضي ومحامي أيرلندي، ولد في 23 مارس 1918، وتوفي في 9 مارس 1998.